# Hofstetten-Flüh
Hofstetten-Flüh (toponimo tedesco; fino al 1985 Hofstetten) è un comune svizzero di 3 162 abitanti del Canton Soletta, nel distretto di Dorneck.
È uno dei comuni della valle di Leimental.